# جمهورية لاتفيا الاشتراكية السوفيتية
جمهورية لاتفيا الاشتراكية السوفيتية (لاتفيا السوفيتية) (باللاتفية: Latvijas Padomju Sociālistiskā Republika)‏، (بالروسية: Латвийская Советская Социалистическая Республика)‏ إحدى جمهوريات الاتحاد السوفيتي. تأسست في 21 تموز / يوليو 1940، خلال الحرب العالمية الثانية كدولة دمية  في أراضي جمهورية لاتفيا التي كانت مستقلة قبل احتلالها من جانب الجيش السوفيتي في 17 تموز 1940، وذلك وفق شروط الاتفاق الألماني السوفيتي الذي كان في 23 آب / أغسطس 1939.

## أعلام
- كارليس لينكس
- لانا زاكوسيلا